# Hlynjany
Hlynjany (ukrainisch Глиняни; russisch Глиняны/Glinjany, polnisch Gliniany) ist eine in der Westukraine liegende kleine Stadt etwa 37 Kilometer östlich der Oblasthauptstadt Lemberg am Flüsschen Tymkowezkyj (Тимковецький) gelegen.
Am 12. Juni 2020 wurde die Stadt zum Zentrum der neu gegründeten Stadtgemeinde Hlynjany (Глинянська міська громада/Hlynjanska miska hromada). Zu dieser zählen auch die 18 in der Tabelle erfassten Dörfer im Rajon Solotschiw; bis dahin bildet sie zusammen mit dem Dorf Scheniw die Stadtratsgemeinde Hlynjany (Глинянська міська рада/Hlynjanska miska rada) im Rajon Solotschiw, das frühere Dorf Zamoście wurde schon vor 1939 eingemeindet.
Folgende Orte sind neben dem Hauptort Hlynjany Teil der Gemeinde:
| Name                     | Name            | Name                               | Name              |
| ukrainisch transkribiert | ukrainisch      | russisch                           | polnisch          |
| ------------------------ | --------------- | ---------------------------------- | ----------------- |
| Jaktoriw                 | Якторів         | Якторов (Jaktorow)                 | Jaktorów          |
| Kossytschi               | Косичі          | Косычи                             | Alfredówka        |
| Krywytschi               | Кривичі         | Кривичи (Kriwitschi)               | Krzywice          |
| Kurowytschi              | Куровичі        | Куровичи (Kurowitschi)             | Kurowice          |
| Masiw                    | Мазів           | Мазов (Masow)                      | Mazów             |
| Perehnojiw               | Перегноїв       | Перегноев (Peregnojew)             | Przegnojów        |
| Petschenija              | Печенія         | Печения                            | Peczenia          |
| Pidhajtschyky            | Підгайчики      | Подгайчики (Podgaitschiki)         | Podhajczyki       |
| Pohorilzi                | Погорільці      | Погорельцы (Pogorelzy)             | Pohorylce         |
| Rosworjany               | Розворяни       | Разворяны (Rasdworjany)            | Rozworzany        |
| Sastawne                 | Заставне        | Заставное (Sastawnoje)             | Laszki Królewskie |
| Scheniw                  | Женів           | Женив                              | Żeniów            |
| Schopky                  | Шопки           | Шопки (Schopki)                    | Szopki            |
| Slowita                  | Словіта         | Словита                            | Słowita           |
| Solowa                   | Солова          | Солова                             | Sołowa            |
| Turkotyn                 | Туркотин        | Туркотин (Turkotin)                | Turkocin          |
| Welykyj Poljuchiw        | Великий Полюхів | Великий Полюхов (Weliki Poljuchow) | Poluchów Wielki   |
| Wyschnjany               | Вижняни         | Выжняны                            | Wyżniany          |

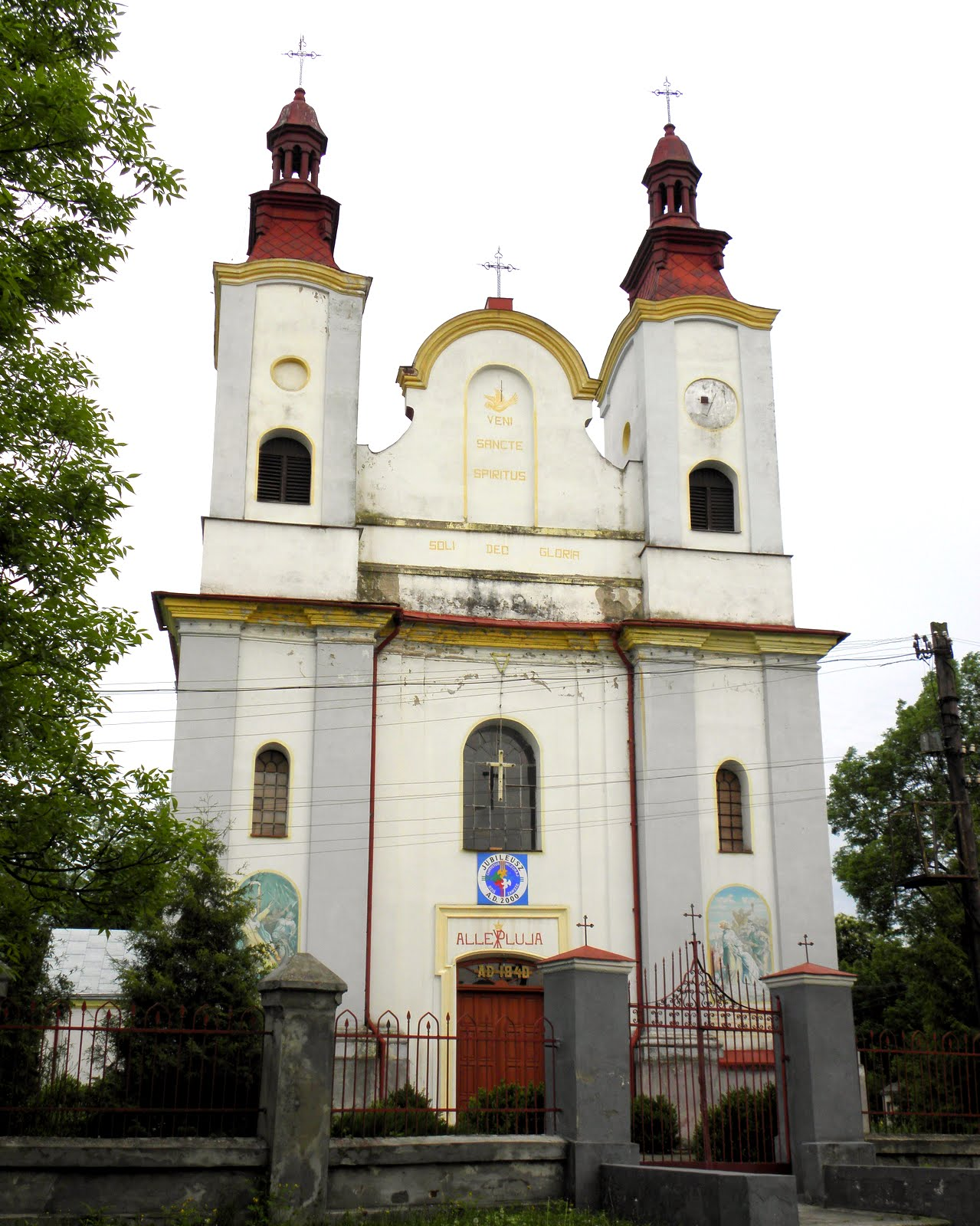
Kirche im Ort

Der Ort wurde 1379 zum ersten Mal schriftlich erwähnt und erhielt 1397 das Magdeburger Stadtrecht. Als Gliniany gehörte es von 1774 bis 1918 zum österreichischen Galizien, zwischen 1854 und 1867 war der Ort Sitz einer Bezirkshauptmannschaft, danach wurde ein Bezirksgericht des Bezirks Przemyślany errichtet. Im November 1918 war die Stadt, nach dem Zusammenbruch der Donaumonarchie am Ende des Ersten Weltkrieges kurzzeitig Teil der Westukrainischen Volksrepublik. Im Polnisch-Ukrainischen Krieg besetzte Polen im Juli 1919 auch die letzten Teile der Westukrainischen Volksrepublik. Am 21. November 1919 sprach der Hohe Rat der Pariser Friedenskonferenz Ostgalizien für eine Zeitdauer von 25 Jahren Polen zu. Im Zweiten Weltkrieg wurde Hlynjany erst von der Sowjetunion und ab 1941 bis 1944 von Deutschland besetzt. Die große jüdische Gemeinde wurde während des Zweiten Weltkrieges vollständig ausgelöscht.
1945 kam Hlynjany wiederum zur Sowjetunion, dort wurde der bereits 1940 zu einer Siedlung städtischen Typs erklärte Ort Teil der Ukrainischen SSR und ist seit 1991 ein Teil der unabhängigen Ukraine. Zwischen 1940/1944 und 1961 war Hlynjany die Rajonshauptstadt des gleichnamigen Rajons Hlynjany. Am 3. Februar 1993 erhielt der Ort erneut das Stadtrecht.